# Bryobia rugosa
Bryobia rugosa är en spindeldjursart som beskrevs av Livshits och P. Mitrofanov 1966. Bryobia rugosa ingår i släktet Bryobia och familjen Tetranychidae. Inga underarter finns listade.